# Орлов, Владимир Натанович
Влади́мир Ната́нович Орло́в (8 сентября 1930 года, Симферополь — 25 ноября 1999 года, там же) — русский советский и украинский детский поэт и драматург.

## Биография
Родился в семье типографского рабочего. Прежде чем стать детским поэтом, успел поработать слесарем и матросом, растирал краски в художественной мастерской и учился портняжить.

## Творчество
Первые его стихи привёз в Москву С. Я. Маршак. Многие стихи, вошедшие в первые книжки, стали классикой детской литературы.
Среди произведений Владимира Орлова — книги для детей «Кто в доме живёт», «Первая дорожка», «Утренний поезд», «Если мы вместе», «Хрюшка обижается», «Чудеса приходят на рассвете» — всего около пятидесяти книг, выходивших в издательствах «Малыш», «Детская литература», «Астрель» и на родине поэта в Крыму. В Крыму в 1983 году вышла книга сатирических и юмористических стихов «Прочтите взрослым». Как драматург Владимир Орлов написал около двух десятков пьес для театров кукол, самая известная из них, «Золотой цыплёнок», обошла почти все сцены детских театров в России и многих театров за рубежом.
По пьесе-сказке Владимира Орлова был поставлен фильм «Золотой цыплёнок», а также одноимённый мультфильм.
Владимир Орлов часто выступал как поэт-сатирик, постоянный автор знаменитой полосы «ЛГ» «12 стульев» и был одним из авторов «Детской комнаты» и стихов под именем собирательного образа Евгения Сазонова.
В 1988 году был удостоен премии «Золотой телёнок» «Литературной газеты» («Клуба 12 стульев»).
На стихи Орлова написано немало популярных песен для детей. Последняя книга писателя «Еврейское счастье» (шуточные стихи и миниатюры) вышла в 1994 году.
Скончался В. Н. Орлов 25 ноября 1999 года, похоронен в Симферополе на кладбище Абдал (могила первая после барельефа «Никто не забыт. Ничто не забыто» при въезде к воротам 1-го Абдала).
У многих[кого?] есть сомнения в том, что Орлов является автором стихотворения «Родное» («Я узнал, что у меня…»), которое звучит рефреном в фильме «Брат 2» из уст нескольких героев. Причиной этих сомнений является публикация в журнале «Колобок» с указанием: автор — Николай Курилов, перевод с юкагирского — Михаила Яснова. Но здесь имеет место случай плагиата.
На родине писателя в Симферополе его имя носит Крымская республиканская детская библиотека.

### Фильмография
Сценарист:
- 1965 — Автомат (мультфильм)
- 1978 — Ночные капитаны (мультфильм)
- 1979 — Цветное молоко (мультфильм)
- 1981 — Золотой цыплёнок (мультфильм)
- 1988 — Кавардак (мультфильм)
- 1992 — Ворона (мультфильм)
- 1993 — Золотой цыплёнок (кинофильм, экранизация одноимённой пьесы В. Орлова)